# Ріккі-Тіккі-Таві (фільм)
«Рікі-Тікі-Таві» — спільний радянсько-індійський художній фільм, знятий у 1975 році режисером Олександром Згуріді за мотивами однойменного оповіданням Редьярда Кіплінга.

## Сюжет
Дія фільму відбувається в джунглях Індії. Там розташовано бунгало лісничого Роберта Лоусона. Його син на ім'я Тедді гуляє по лісі зі своїм другом, хлопчиком-індусом на ім'я Джон. Разом вони плавають по озеру в човні з тростини, спостерігають за оточуючими їх тваринами, яких дуже багато в джунглях. Але несподівано прийшла гроза, яка змусила хлопців сховатися поблизу берега. Звідти вони спостерігали за тим, як дуже сильна течія несе різних тварин, які марно чинять опір бурхливому потоку. Одну тварину — мангуста — рятує Тедді, який для цього кинувся у воду. Але ця допомога дуже дорого обійшлася хлопчикові: він перестав ходити через пошкодження спини.

## У ролях
- Олексій Баталов —  Роберт Лоусон, лісничий, батько Тедді
- Маргарита Терехова —  Маргарет Лоусон, його дружина, мати Тедді
- Ігор Алексєєв —  Тедді, син
- Сандін Вішну —  Джон, друг Тедді
- Сурендра Сурі —  Бернард Чібнелл
- Володимир Васильєв —  Едгар, лікар

### Озвучування
- Андрій Миронов —  Рікі-Тікі-Таві
- Віра Алтайська —  птах Дарзі
- Юрій Пузирьов —  Наг
- Ірина Карташова —  Нагайна

## Знімальна група
- Автори сценарію:  Олександр Згуріді,  Нана Клдіашвілі
- Режисер-постановник:  Олександр Згуріді
- Оператори: Володимир Пустовалов, Вадим Ропейко
- Головний художник:  Петро Пашкевич
- Композитор:  Альфред Шнітке
- Директор: Анатолій Чудновський